# Wiseguy (televisieserie)
Wiseguy is een Amerikaanse misdaadserie die van 1987 tot 1990 werd uitgezonden door CBS. In Nederland was de serie te zien op Veronica, in Vlaanderen op ZES.
De serie draaide om Vinnie Terranova (Ken Wahl), een undercoveragent van het Organized Crime Bureau (OCB), een fictieve afdeling van het FBI, die georganiseerde misdaadgroepen infiltreert. Na het derde seizoen verliet Wahl de serie en werd zijn personage vervangen door Michael Santana (Steven Bauer). Wiseguy werd bedacht door Stephen J. Cannell en Frank Lupo.
Gedurende de serie werd Wiseguy genomineerd voor zeven Primetime Emmy Awards, waaronder die voor "Beste dramaserie" en vier Golden Globe Awards. Wahl won in 1990 de Golden Globe Award voor "Beste acteur in een televisieserie".
In 1996 kreeg Wiseguy nog een vervolg in de vorm van een televisiefilm met dezelfde naam en de originele cast uit de televisieserie.